# Jan Åge Fjørtoft
Jan Åge Fjørtoft (ur. 10 stycznia 1967 w Ålesund) – piłkarz norweski grający na pozycji napastnika. Nosił przydomek „Fjøra”.

## Kariera klubowa
Pierwszym klubem w karierze Fjørtofta był amatorski IL Hødd, w którym grał w latach 1982–1985. W 1986 roku został piłkarzem HamKam. Występował w drugiej lidze, a w 1987 roku był bliski wywalczenia awansu do pierwszej, jednak Hamarkameratene zajął ostatnie miejsce w barażach. W 1988 roku przeszedł do Lillestrøm SK i na koniec roku został z nim wicemistrzem kraju. Natomiast w 1989 roku wywalczył swój pierwszy tytuł mistrza Norwegii. Latem trafił do Austrii i został zawodnikiem Rapidu Wiedeń. W swoim debiucie w austriackiej lidze zdobył gola, a do końca sezonu jeszcze 16-krotnie wpisywał się na listę strzelców. W kolejnych sezonach znów był najlepszym strzelcem zespołu i zdobywał odpowiednio 16 goli w sezonie 1990/1991, 16 – w 1991/1992 i 13 w 1992/1993. Nie zdobył jednak ani mistrzostwa, ani Pucharu Austrii.
29 lipca 1993 roku Fjørtoft został piłkarzem angielskiego Swindon Town, który zapłacił za niego pół miliona funtów. W Premier League zadebiutował 14 sierpnia w przegranym 1:3 wyjazdowym meczu z Sheffield United. Z 12 golami był najlepszym strzelcem drużyny, jednak spadła ona do Division One, a tam Norweg grał jeszcze przez kolejny sezon. 31 marca 1995 przeszedł za 1,3 miliona funtów do Middlesbrough F.C. W jego barwach swój pierwszy mecz zaliczył 1 kwietnia przeciwko West Bromwich Albion – w meczu tym „Boro” wygrało 3:1. Na koniec sezonu 1994/1995 zespół awansował do Premiership, a w sezonie 1995/1996 strzelił 6 goli w tej lidze.
31 stycznia 1997 roku Fjørtoft trafił do Sheffield United z Division One. Kosztował 700 tysięcy funtów, a 1 lutego rozegrał swój pierwszy mecz przeciwko Swindon, przegrany przez United 1:2. W Sheffield grał do końca roku, a 16 stycznia 1998 został sprzedany za 800 tysięcy funtów do Barnsley F.C. Tam z kolei po raz pierwszy wystąpił 17 stycznia w meczu z Crystal Palace F.C. (1:0). Na koniec rundy wiosennej sezonu 1997/1998 przeżył spadek do Division One.
W trakcie sezonu 1998/1999 roku Jan Åge przeszedł do niemieckiego Eintrachtu Frankfurt. W Bundeslidze zadebiutował 27 listopada w meczu z Borussią Dortmund, przegranym przez Eintracht 1:3. Z Eintrachtem dwukrotnie bronił się przez spadkiem do 2. Bundesligi, a w 2001 roku ostatecznie został zdegradowany. Latem przeszedł do Stabæk Fotball i grał tam do końca roku. Karierę kończył w Lillestrøm w 2002 roku.
| Sezon   | Klub                | Kraj     | Rozgrywki      | Mecze | Bramki |
| ------- | ------------------- | -------- | -------------- | ----- | ------ |
| 1986    | HamKam              | Norwegia | Adeccoligaen   | 20    | 7      |
| 1987    | HamKam              | Norwegia | Adeccoligaen   | 22    | 10     |
| 1988    | Lillestrøm SK       | Norwegia | Tippeligaen    | 24    | 14     |
| 1989    | Lillestrøm SK       | Norwegia | Tippeligaen    | 11    | 6      |
| 1989/90 | Rapid Wiedeń        | Austria  | Bundesliga     | 33    | 17     |
| 1990/91 | Rapid Wiedeń        | Austria  | Bundesliga     | 33    | 16     |
| 1991/92 | Rapid Wiedeń        | Austria  | Bundesliga     | 34    | 16     |
| 1992/93 | Rapid Wiedeń        | Austria  | Bundesliga     | 28    | 13     |
| 1993/94 | Swindon Town        | Anglia   | Premier League | 36    | 12     |
| 1994/95 | Swindon Town        | Anglia   | Division One   | 36    | 16     |
| 1994/95 | Middlesbrough F.C.  | Anglia   | Division One   | 8     | 3      |
| 1995/96 | Middlesbrough F.C.  | Anglia   | Premier League | 28    | 6      |
| 1996/97 | Middlesbrough F.C.  | Anglia   | Premier League | 5     | 1      |
| 1996/97 | Sheffield United    | Anglia   | Division One   | 17    | 10     |
| 1997/98 | Sheffield United    | Anglia   | Division One   | 17    | 9      |
| 1997/98 | Barnsley F.C.       | Anglia   | Premier League | 15    | 6      |
| 1998/99 | Barnsley F.C.       | Anglia   | Division One   | 19    | 3      |
| 1998/99 | Eintracht Frankfurt | Niemcy   | Bundesliga     | 17    | 6      |
| 1999/00 | Eintracht Frankfurt | Niemcy   | Bundesliga     | 21    | 5      |
| 2000/01 | Eintracht Frankfurt | Niemcy   | Bundesliga     | 14    | 3      |
| 2001    | Stabæk Fotball      | Norwegia | Tippeligaen    | 15    | 6      |
| 2002    | Lillestrøm SK       | Norwegia | Tippeligaen    | 3     | 0      |

## Kariera reprezentacyjna
W reprezentacji Norwegii Fjørtoft zadebiutował 26 marca 1986 roku w wygranym 2:1 towarzyskim meczu z Grenadą. Pierwszego gola w kadrze zdobył 28 lipca 1988 roku w sparingu z Brazylią (1:1). W 1994 roku został powołany przez selekcjonera Egila Olsena na Mistrzostwa Świata w USA, na których wystąpił w dwóch grupowych spotkaniach: wygranym 1:0 z Meksykiem i przegranym 0:1 z Włochami. Ostatni mecz w kadrze rozegrał w 1996 roku przeciwko Gruzji (1:0). Łącznie w drużynie narodowej wystąpił 71 razy i strzelił 20 goli.